# Египетский базар

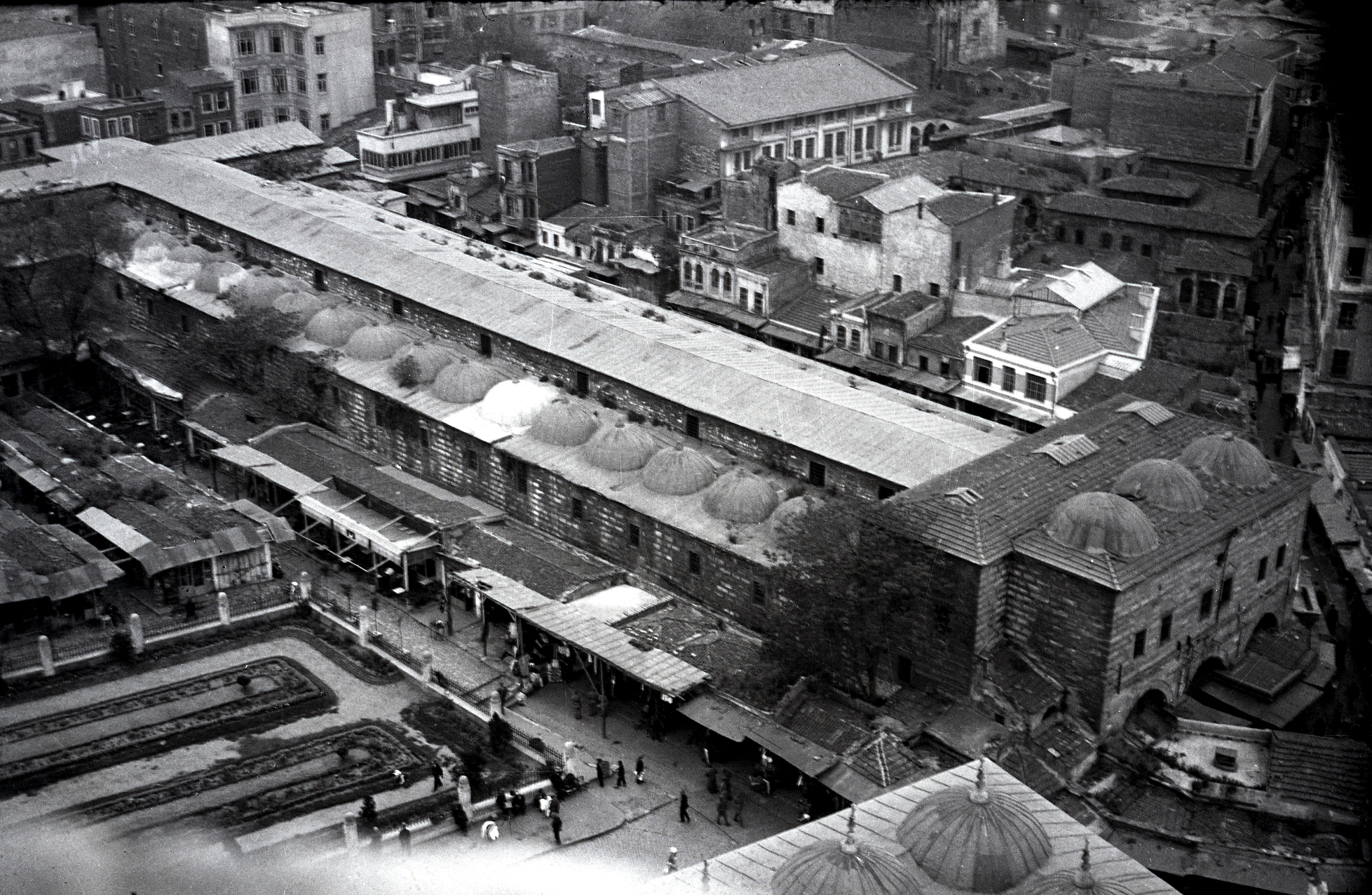
Строение Египетского базара

Египетский базар, также Египетский рынок, Рынок пряностей (англ. Spice Bazaar), Мысыр-чаршысы (тур. Mısır Çarşısı) — рынок, расположенный в старой части Стамбула, в районе Эминёню; второй по величине рынок города после Гранд-базара. На его территории находится около 80 магазинов, основной ассортимент которых составляют сладости, пряности и лечебные травы, специи, деликатесы из сухофруктов и мяса, молочные продукты.
Постройка базара была начата Сафие-султан в 1597 году и завершена Хадидже Турхан султан в 1664 году. Стройка длилась 67 лет и была завершена архитектором Мустафа Ага. Изначально являлся частью комплекса Новой мечети, выполняя функцию обеспечения финансирования её строительства. Здание, построенное в форме зеркально-обратной букве L, насчитывает шесть входных ворот. Купола комплекса покрыты свинцом. 
Первоначально назывался «новым», а также «материнским» базаром. Позднее получил название «египетского» — благодаря тому, что основная масса пряностей и специй того времени поставлялась из Индии в Европу через Египет.
Египетский базар дважды пострадал от пожара — в 1691 и 1940 годах. Во время работ по его восстановлению 1940—1943 годов, комплекс потерял множество своих оригинальных деталей. В 1941 году он был отделён от Новой мечети сооружённой дорогой. 

## Галерея

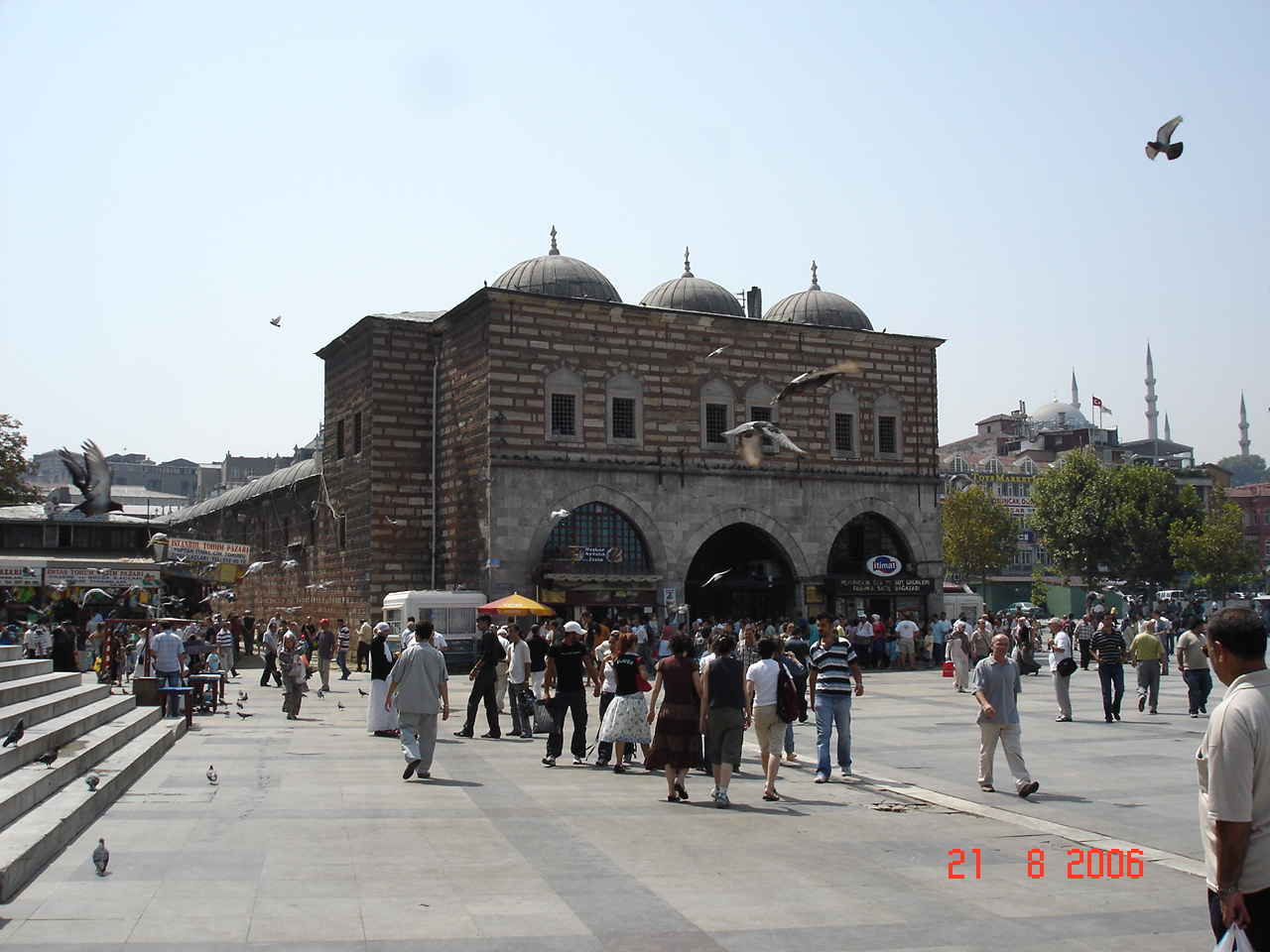
Здание Египетского базара
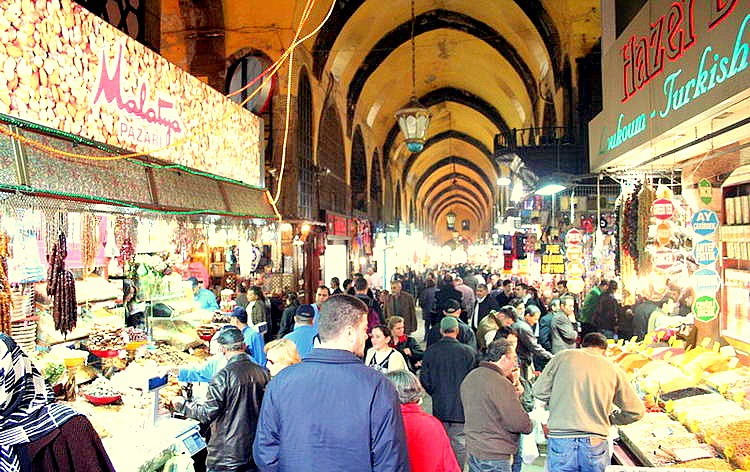
Одна из галерей комплекса
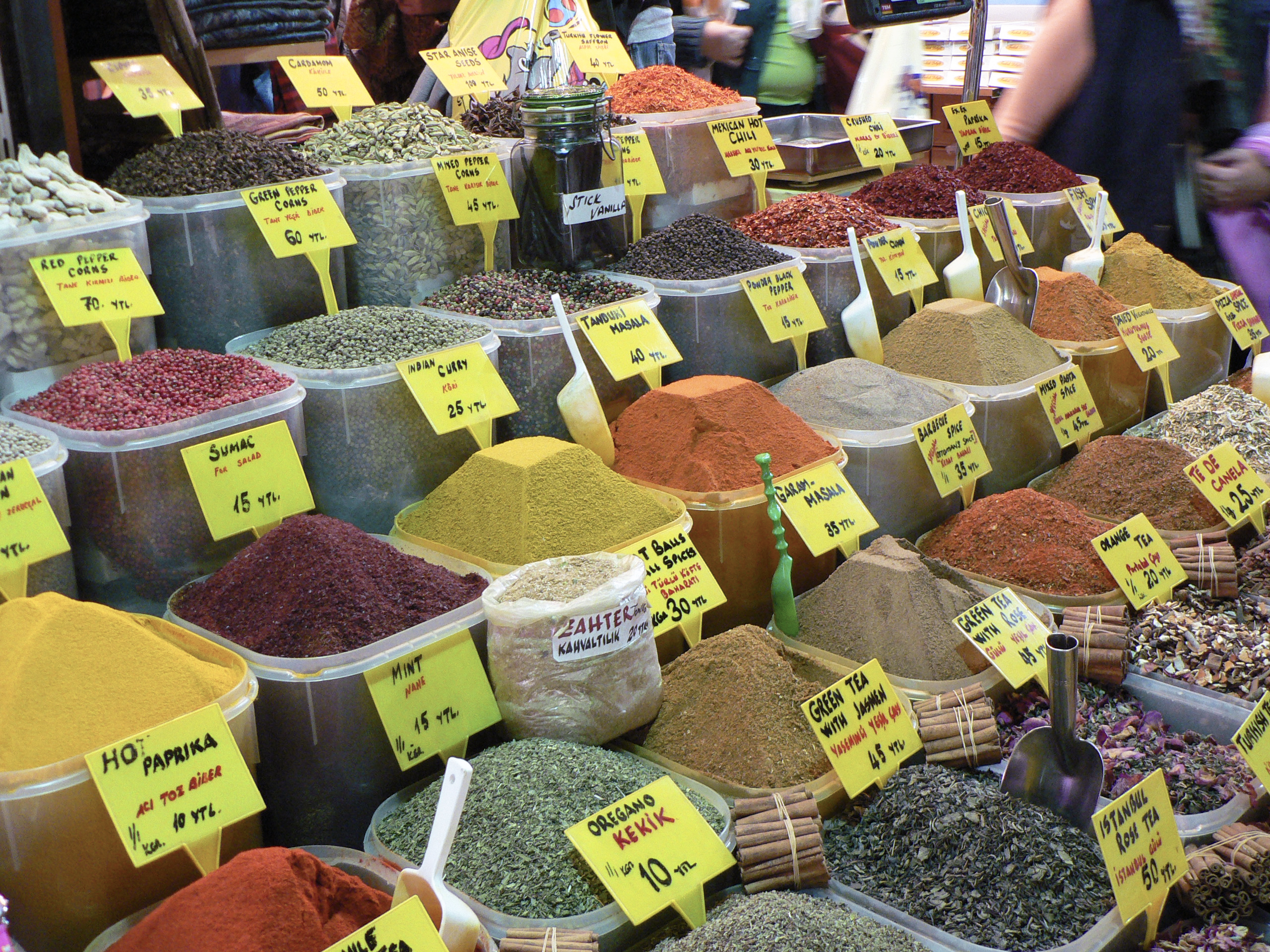
Прилавок со специями
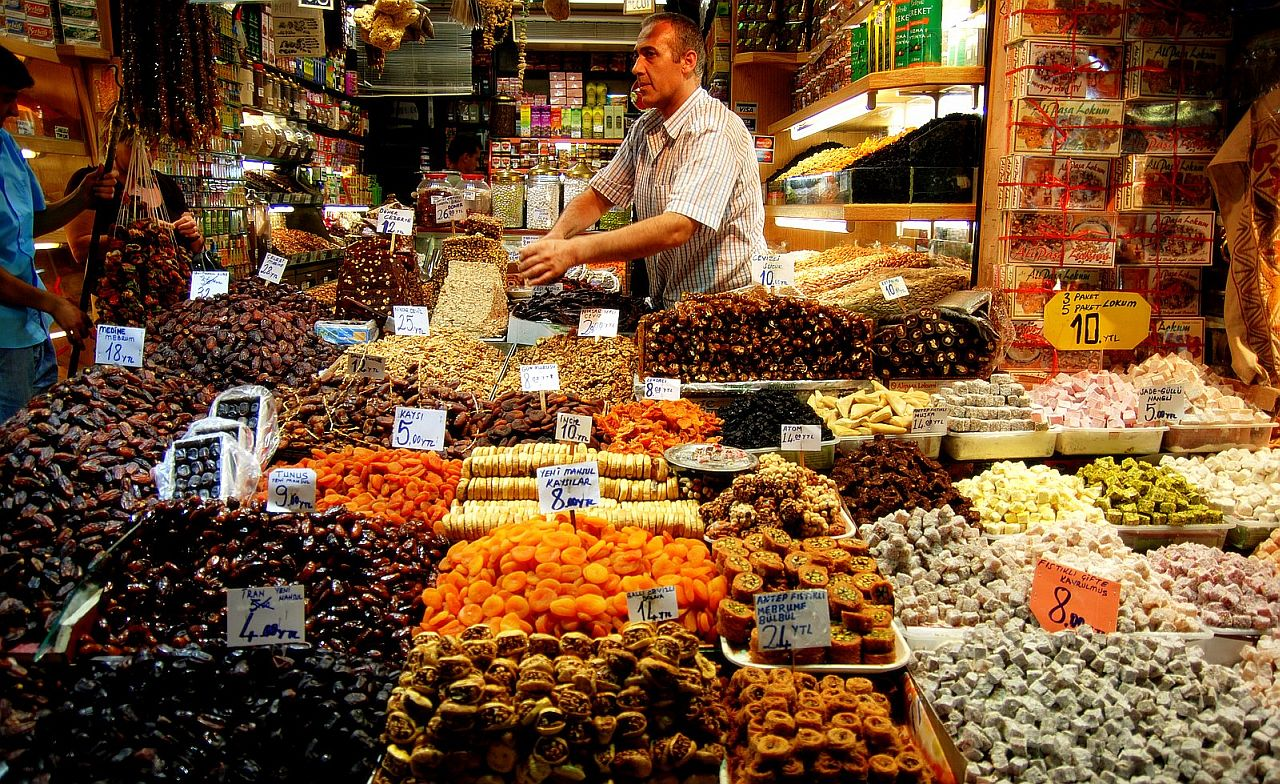
Продажа сухофруктов
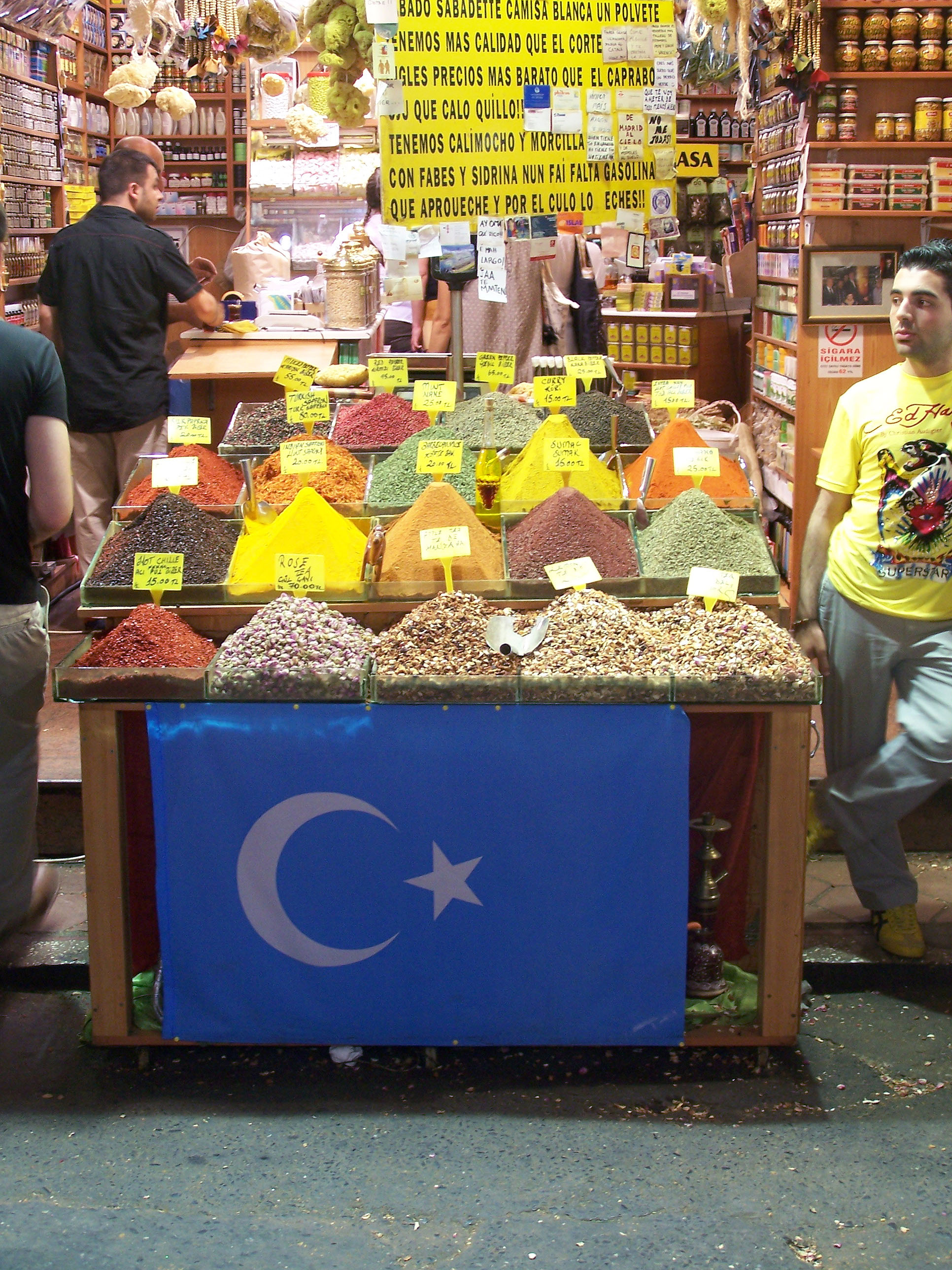
Прилавок со специями